# Chrysanthellum indicum
El Chrysanthellum indicum pertany a la família de les Asteràcies.
El nom de l'espècie indicum probablement vingui del seu origen asiàtic (oceà Índic). Antigament s'havia conegut com a Adenospermum tuberculatum, Chrysanthellum argentinum, Chrysanthellum boliviense, Chrysanthellum tuberculatum i Plagiocheilus erectus.
És una planta originària d'Àsia, però és produïda o tractada com a planta medicinal en muntanyes d'Amèrica del Sud (Perú, Bolivia i Mèxic) i Europa. També consta en llocs com sabanes i grans mesetes d'Àfrica. Per tant, no la trobarem al nostre país de forma autòctona.
És heliòfila i creix al costat de camins en terrenys sense cultivar o en matorrals i a prop de zones habitades.

## Característiques morfològiques
Es tracta d'una planta herbàcia anual, d'entre 50 cm i 1 metre d'alçada, amb arrel axonomorfa i tiges fines erectes o lleugerament postrades al capdamunt de les quals apareixen les flors. Les fulles són compostes, alternes, lanceolades, bi o tripinnatisectes, amb marge serrat i un nervi central marcat.
Les flors són llargament pedunculades, en capítols (inflorescència globosa i racemosa) solitaris de color groc ataronjat, amb lígules (falsos pètals que rodegen els capítols florals)lanceolades del mateix color.
Floreix a la primavera i se'n conreen les summitats florides.

## Farmacologia
La droga són les summitats florides.

## Composició química
En general hi ha dos grups principals de components en C. Indicum: flavonoides i saponòsids. També és característic d'aquesta espècie la presència d'àcid clorogènic, xalcona i aurona.
• Flavonoides: conté una flavona molt comuna (luteolina glucosilada en 7)i a més es caracteritza per la presència simultània de metabolits molt similars: flavanones (glucòsids en 7 d'eriodictiol (majoritari) i isoocanina), xalcones (4´-glucosil ocanina = mareína) i 2-benciliden cumaranones (o aurones): 6-glucosil maritimetina. Aquestes substàncies són habituals en les Coreopsidínees.
• Saponòsids: s'han arribat a aïllar dos heteròsids (crisantelines A y B) que tenen una genina triterpènica derivada d'un àcid 3ß,16&alpha-dihidroxi olean-12-en-28-oic: àcid equinocístic i caulofilogenina [23-hidroxi]. En els dos casos, l'hidroxil en 3 forma un enllaç hemiacetàlic amb una glucosa i el carboxil 28 s'esterifica pel mateix tetrasacàrid ß-xilosilat (crisantelina A, majoritari) o a-xilosilat (crisantelina B, 10 vegades menys abundant).

## Accions farmacològiques i propietats
Estudis clínics han pogut demostrar les diverses indicacions admeses d'aquesta droga: 
- hepatoprotector
- antilitiàsica
- colerètic
- hipocolesterolemiant
- hipolipidemiant
- vasodilatador:
- antihipertensiu
- antiinflamatoria

La crisalina conté flavones i heteròsids com les crisantelines que donen una forta capacitat reparadora de les funcions del fetge i la vesícula biliar. Està indicada com coadjuvant en el tractament i recuperació de l'hepatitis, la cirrosi hepàtica, la inflamació biliar, en alteracions vesiculars cròniques i per prevenir i accelerar l'expulsió de les pedres o càlculs vesiculars (activitat antilitiàsica en les litiasis renals).
Té una important acció vasodilatadora, que en fa una planta molt adequada per a estimular el reg o la circulació sanguinis, prevenir l'arterioesclerosi i els trombos, baixar la tensió arterial així com mitigar els síntomes associats com les cefalees, nàusies i mareigs. És un bon complement per mantenir correctes els nivells de colesterol: en els casos clínics estudiats, s'observa major activitat sobre nivells patològics que sobre nivells fisiològics i els triacilglicerols disminueixen més que el colesterol.
Cal destacar una important acció vitamínica P, per la qual fa més resistent i fort el to venós i fa disminuir la permeabilitat dels capil·lars. La crisalina millora les artritis de les extremitats inferiors i la microcirculació. Així, és eficaç en totes aquelles persones que pateixen mala circulació als peus i mans. A més, gràcies a la seva acció venotònica, alivia les cames cansades.
En la fitoteràpia xina és recomanada per combatre l'insomni i per tractar diverses afeccions oculars.

## Utilitat medicinal
La crisalina es troba introduïda a Europa com a tal. En cas d'insuficiència de secreció biliar, períodes posteriors a hepatitis i estats precirròtics, es recomana la seva utilització en infusió o en càpsules de droga polvoritzada. El Chrysanthellum pot constituir un tractament coadjuvant amb profilàctics de la litiasi renal. Podría ser interessant el seu ús prolongat en el tractament dels síntomes deguts a una insuficiència venosa.
La D.L.50 de l'extracte sec és d'1 g/kg (rata, ratoli) i de 0,7 g/kg (ratoli). No s'ha observat toxicitat crònica en gos (225 mg/kg/dia x 6 mesos) ni caràcter mutagènic.
Toxicitat lleu.
A Espanya, s'autoritza la utilitat de la crisalina com colerètic, en tractament sintomàtic de trastorns funcionals de la fragilitat capil·lar cutània (com són les petèquies), trastorns circulatoris menors, com coadjuvant en hiperlipidèmies, manifestacions subjectives de la insuficiència venosa com cames cansades i simptomatologia hemorroïdal.
Així, com a presentacions trobem:
- Infusió: dues tasses mitja hora abans de menjar.[1]
- Extractes fluids: (1:1) de 50 a 100 gotes/dosi, equivalent a dues cullarades cada dosi (d'una a tres dosis al dia).[1]
- Extractes secs: (5:1) de 300 fins a 400 mg/dosi (d'una a tres dosis al dia).[1]

## Precaucions
Evitar en casos d'obstrucció dels conductes biliars.
No administrar formes de dosificació amb contingut alcohòlic a nens menors de 2 anys ni en pacients en processos de deshabituació etílica.

## Curiositats
Plantes amb les que combina: farigola, fumària, boldo, card marià, cartxofera, tamariu, menta.
Remei per la inflamació de la vesícula biliar:
- Ingredients: combinem a parts iguals summitats de crisalina, farigola i fumària amb fulles de boldo i menta. Una cullerada gran per cada tassa d'aigua.
- Preparació: fiquem l'herba mesclada en l'aigua bullent i mantenim en repòs, tapat, durant 10 minuts.
- Freqüència: prendre una tassa mitja hora abans dels menjars principals. S'aconsella fer tractaments discontinus, començar gradualment el tractament fins a arribar a la posologia concretada o com a molt fer un tractament de 10 dies i no retornar fins passats 2 mesos.